# 周伯恵雍
周伯恵雍（しゅうはくえよう、天文19年（1550年）- 寛永8年（1631年））は、安土桃山時代から江戸時代にかけての臨済宗の僧。字は周伯、法諱は恵雍。吉川氏の菩提寺である西禅寺の住職。

## 生涯
天文19年（1550年）に石見国に生まれ、天正元年（1573年）に修行のために上洛した。上洛中には真如寺の住職になり、帰国後は報恩院の院主となる。天正10年（1582年）に和仲の後を継ぎ、安芸国大朝新庄にある吉川氏の菩提寺・西禅寺の住職となった。
毛利氏の吉川元長とは親交が深く、同年代の気安さからか互いに遠慮ない交友関係であった。上洛中に恵雍は天龍寺の策彦周良の書状や扇子を元長に送るなどして親交を深め、上洛中に元長から書状を貰って以来、天正15年（1587年）の元長臨終時の書状に至るまでの元長の自筆書状を整理し保存していた。また、元長と協力して仏書を広く収集し書写校合を行っており、様々な仏書を互いに貸借し合って研究している。
慶長5年（1600年）の関ヶ原の戦い後、毛利氏が防長二ヶ国に減封されると、恵雍は郷里・石見国の霊光寺に隠棲した。元和年間のはじめ、吉川広家に招かれて、周防国岩国の永興寺の住職となった後、寛永8年（1631年）に死去。恵雍が整理していた元長書状は、この後も永興寺で保存されていたが、大正12年（1923年）に吉川家に所蔵されることとなり、昭和7年（1932年）には「吉川家文書別集」に収録され刊行された。また、慶長20年（1615年）制作の恵雍の肖像画（周伯禅師像）が山口県岩国市の岩国徴古館に所蔵されている。